# 片平孝
片平 孝（かたひら たかし、1943年 - ）は、日本の写真家。宮城県に生まれる。東京写真大学（現・東京工芸大学）卒業。
1969年から1973年、サハラ砂漠を旅しハウサ族の塩のキャラバンに同行したことをきっかけに塩の世界に魅せられる。以来、ネイチャーフォトを中心に30年以上にわたって、世界中の塩の産地を撮影し続けている。
- 日本写真家協会会員

## 著書一覧

### 写真集、他
- 雪の一生（あかね書房、1978年）
- 塩 海からきた宝石（あかね書房、1979年）
- 雪のかたち（フレーベル館、1980年）
- 砂漠の世界（あかね書房、1985年）
- 写真集 星の旅 （朝日新聞出版、1990年）
- 塩 白い宝石のふしぎ（朝日新聞出版、1995年）
- 地球塩の旅（日本経済新聞出版社、2004年）
- 雪の手紙（青菁社、2011年）